# Wilhelm Jannasch

Wilhelm Jannasch als junger Pastor in Lübeck (1914)

Wilhelm Jannasch (* 8. April 1888 in Gnadenfrei, Landkreis Reichenbach, Provinz Schlesien; † 6. Juni 1966 in Frankfurt am Main) war ein in der Bekennenden Kirche aktiver evangelisch-lutherischer Pastor und Gründungsdekan der Fakultät für Evangelische Theologie der Universität Mainz. 

## Leben
Wilhelm Jannasch wuchs in Ober Peilau, einer Siedlung der Herrnhuter Brüdergemeine auf. Nach anfänglichem Besuch des Theologischen Seminars der Brüdergemeine entschied er sich zum akademischen Studium der evangelischen Theologie in Marburg, Bonn, Berlin und Heidelberg. Dort wurde er 1914 mit einer Arbeit über Erdmuthe Dorothea von Zinzendorf zum Lizentiaten der Theologie promoviert. In Bonn wurde er im SS 1909 Mitglied der Burschenschaft Alemannia zu Bonn.

### Lübeck

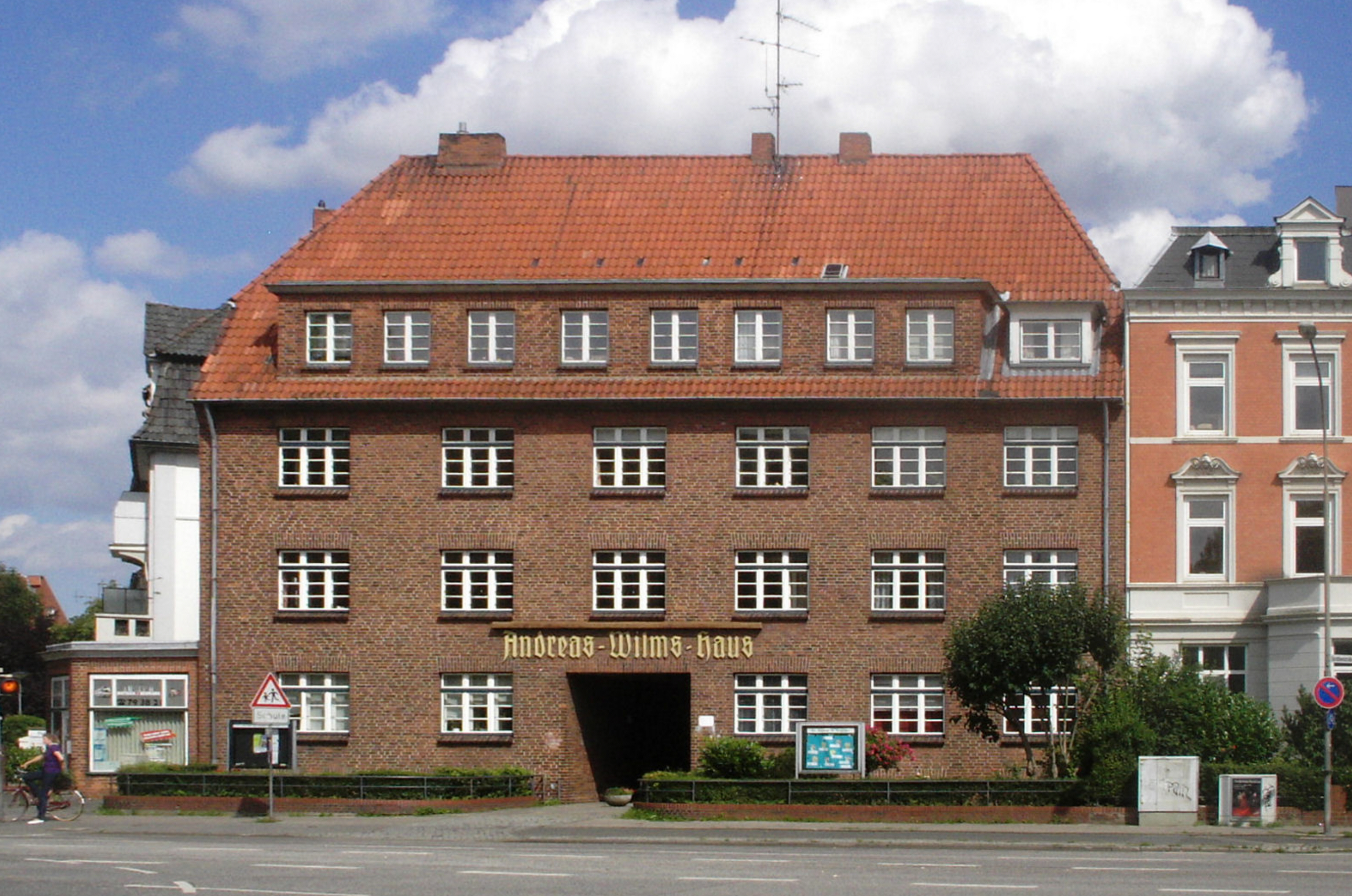
Das Andreas-Wilms-Haus

Als Paul Lütge 1914 Hauptpastor der Lübeckischen Aegidienkirche wurde, wurde Jannasch in das freigewordene Amt des zweiten Pastors berufen. Mit Ausbruch des Ersten Weltkriegs wurde er für dessen Dauer als Marinepfarrer an die Front versetzt. Dort begegnete er 1918 in Knocke dem Lübecker Regiment. Nachdem Lütge im Dezember 1921 verstorben war, wurde er zu dessen Nachfolger berufen.
In den Jahren seines Lübecker Pfarramts entwickelte sich Jannasch schnell zum Experten der lokalen Kirchengeschichte, insbesondere der Reformationsgeschichte der Hansestadt. Seine geschichtlichen Arbeiten, etwa zur Geschichte des Gottesdienstes in Lübeck, hatten jedoch eine ausgesprochen praktische Ausrichtung: Geprägt von der Älteren Liturgischen Bewegung, wollte Jannasch die Volkstümlichkeit der Kirche des 16. Jahrhunderts wiedergewinnen. Dazu führte er liturgisch-kirchenmusikalische Feierstunden ein, experimentierte mit Plattdeutsch als Gottesdienstsprache und engagierte sich in der Gesangbuchdiskussion. Es ist seiner Befürwortung zu verdanken, dass das von Paul Brockhaus ausgearbeitete Niederdeutsche Krippenspiel in St. Aegidien unter dem Lettner seinen Spielort fand, wo es bis heute vom Katharineum zu Lübeck alljährlich aufgeführt wird.
Jannasch lag auch die zeitgenössische künstlerische Ausgestaltung der Kirche am Herzen. Die von ihm beförderte Ausgestaltung der Nordkapelle durch Glasmalereien Curt Stoermers wurde jedoch beim Bombenangriff auf Lübeck am Palmsonntag 1942 durch eine Luftmine zerstört. Um den Gemeindeteil außerhalb der Altstadtinsel besser zu erreichen, ließ er 1930/31 das Andreas-Wilms-Haus als Gemeinde- und Vereinshaus bauen.

### Kirchenkampf
Jannasch gehörte von Anfang an zum Pfarrernotbund und zur Bekennenden Kirche und war weit radikaler als seine Lübecker Amtsbrüder. Aufgrund seiner scharfen Kritik suspendierte ihn die Evangelisch-Lutherische Kirche im Lübeckischen Staate schon von Juli bis Oktober 1933 und versetzte ihn 1934 zwangsweise in den Ruhestand. Wegen der „illegalen“ Fortführung seiner pastoralen Tätigkeiten wurde er 1935 aufs Neue verhaftet.
Anschließend wurde er von der Leitung des Pfarrernotbunds aus Lübeck herausgeholt und im Reise- und Vortragsdienst eingesetzt. Ab 1936 war Jannasch für die Vorläufige Kirchenleitung der Deutschen Evangelischen Kirche, das Leitungsgremium des radikalen Flügels der Bekennenden Kirche in Berlin-Dahlem tätig. In dieser Funktion übergab er die mit von ihm ausgearbeitete Denkschrift an Hitlers Staatssekretär Otto Meissner, die verschiedene Rechtsverstöße des Regimes anprangerte, am 4. Juni 1936 in der Reichskanzlei.

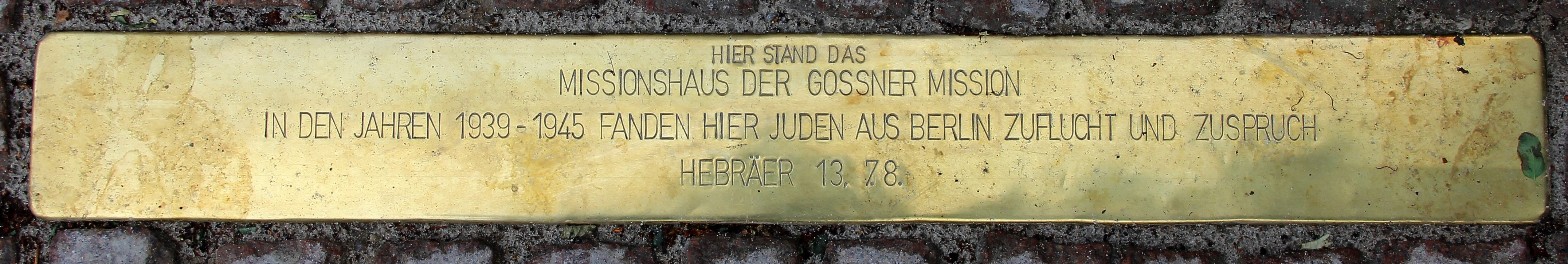
Stolperschwelle Handjerystr. 20

Ab 1937 war er, immer mit Unterbrechungen durch Verhaftungen, Geschäftsführer des Pfarrernotbunds. Ab 1940 betreute er die sich im Saal der Goßner-Mission in der Handjerystr. versammelnde BK-Gemeinde Friedenau. 1942 erhielt er wegen einer Predigt zu Martin Niemöllers 50. Geburtstag eine Verurteilung zu zweimonatiger Gefängnishaft.

### Universität
1946 wurde Wilhelm Jannasch durch Niemöllers Initiative auf den Lehrstuhl für Praktische Theologie der neu entstehenden Johannes Gutenberg-Universität Mainz berufen. Zugleich mit der Professur übernahm er das Amt des Dekans der Evangelisch-Theologischen Fakultät. Dadurch prägte er die Aufbaujahre in Berufungsverhandlungen, Bemühungen um Stiftungsprofessuren und der Klärung des Verhältnisses der jungen Fakultät zu den umliegenden Landeskirchen.
1950 erhielt Jannasch den theologischen Ehrendoktor der Universität Heidelberg. Er wurde Mitherausgeber der Zeitschrift Verkündigung und Forschung, Betreuer der Abteilung Praktische Theologie des Lexikons Religion in Geschichte und Gegenwart (RGG), für dessen 3. Auflage er selbst 116 Artikel verfasste, und Mitglied der Landessynode der Ev. Kirche in Hessen und Nassau.
1962 wurde er mit dem Großen Bundesverdienstkreuz ausgezeichnet.

### Familie
Wilhelm Jannasch war seit September 1914 verheiratet mit der aus einer Hamburger Kaufmannsfamilie stammenden Elisabeth, geb. Heuer (1890–1970), einer Urenkelin von Adolph Jacob Hertz, Großnichte von Adolph Ferdinand Hertz und Cousine von Mary Warburg. Das Ehepaar hatte zwei Söhne, die im Zweiten Weltkrieg fielen, und eine Tochter, Christine.

## Gerechte unter den Völkern
2020 wurden Wilhelm und Elisabeth Jannasch von der Gedenkstätte Yad Vashem in die Liste Gerechter unter den Völkern aufgenommen. Dies ist ein Ehrentitel für nichtjüdische Einzelpersonen, die unter nationalsozialistischer Herrschaft während des Zweiten Weltkriegs ihr Leben einsetzten, um Juden vor der Ermordung zu retten. Das Ehepaar Jannasch wurde insbesondere für die Rettung von Max und Ines Krakauer geehrt.

## Werke (Auswahl)
- Erdmuthe Dorothea Gräfin von Zinzendorf, geborene Gräfin Reuss zu Plauen, ihr Leben als Beitrag zur Geschichte des Pietismus und der Brüdergemeine dargestellt. Theol. Diss., Heidelberg 1914. Verein f. Brüdergeschichte Herrnhut. Zeitschrift für Brüdergeschichte. Herrnhut 8.1914. Unitätsbuchhandlung, Gnadau 1915.
- Geschichte des Lutherischen Gottesdienstes in Lübeck. Von den Anfängen der Reformation bis zum Ende des Niedersächsischen als gottesdienstlicher Sprache (1522–1633). Klotz, Gotha 1928.
- Deutsche Kirchendokumente. Die Haltung der Bekennenden Kirche im Dritten Reich, Zollikon-Zürich: Evang. Verlag 1946.
- Hat die Kirche geschwiegen? Materialsammlung zur Frage der Stellung der Bekennenden Kirche zum Dritten Reich. St. Michael, Frankfurt/M. 1946.
- Reformationsgeschichte Lübecks vom Petersablaß bis zum Augsburger Reichstag 1515-1530. Veröffentlichungen zur Geschichte der Hansestadt Lübeck. Bd. 16. Schmidt-Römhild, Lübeck 1958.
- Wilhelm Jannasch, Martin Schmidt (Hrsg.): Das Zeitalter des Pietismus. Schünemann, Bremen 1965, Wuppertal 1988 (Reprint). ISBN 3-417-24115-4